# Uperoleia rugosa
Uperoleia rugosa és una espècie de granota que viu a Austràlia.